# 大場駅

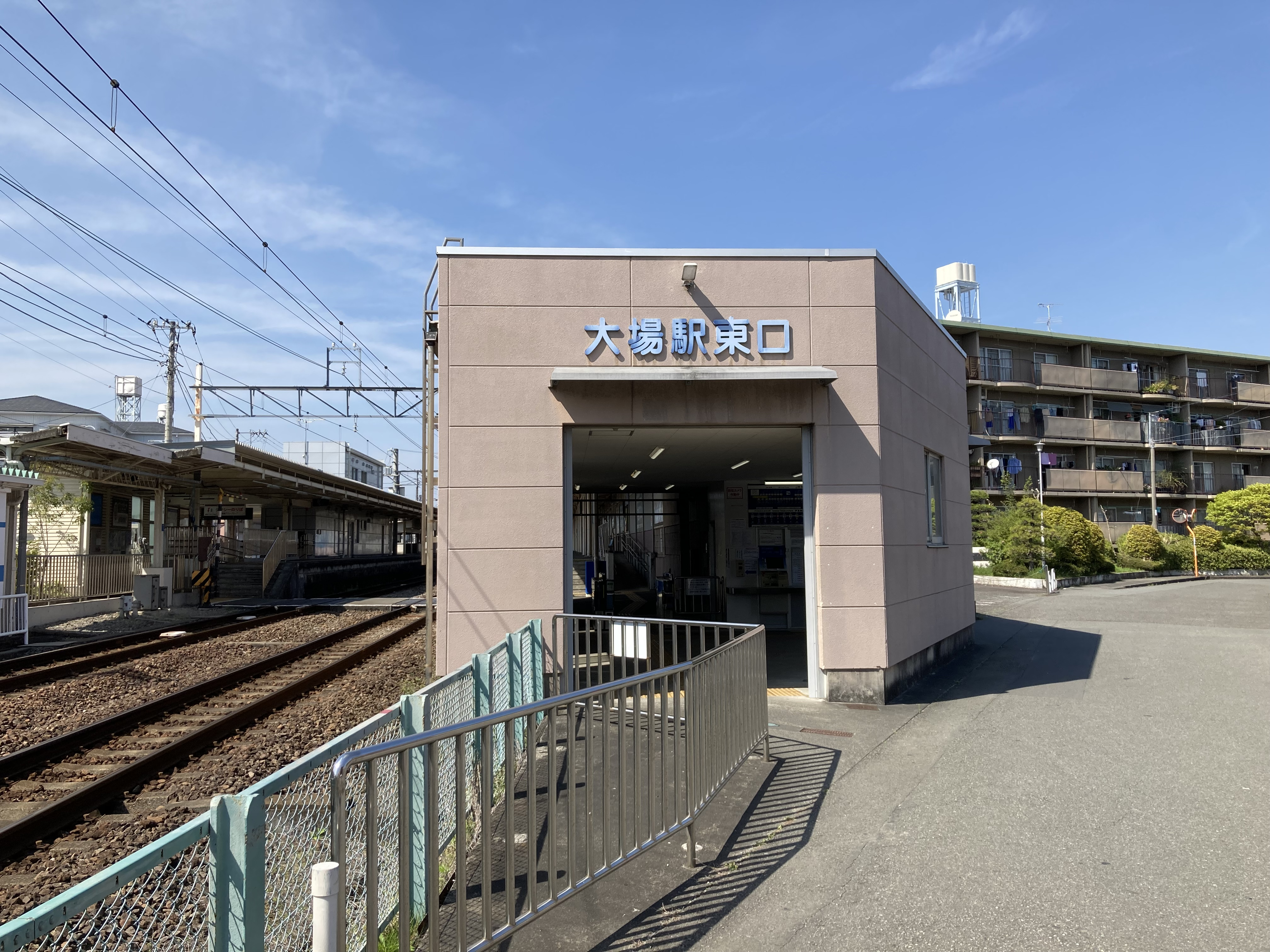
東口駅舎（2023年4月）

大場駅（だいばえき）は、静岡県三島市大場にある、伊豆箱根鉄道駿豆線の駅である。駅番号はIS05。
北側に伊豆箱根鉄道の本社及び車両基地（大場工場）があるため、朝には当駅始発の列車もある。

## 歴史
- 1898年（明治31年）5月20日：三島町（現・三島田町） - 南條（現・伊豆長岡）間開業と同時に、当駅開業。
- 1937年（昭和12年）6月10日：大場駅貨物線工事完成。
- 1940年（昭和15年）5月4日：共立水産株式会社大場工場への引込み線建設竣成。
- 1964年（昭和39年）9月21日：貨物営業廃止。
- 1978年（昭和53年）8月20日：大場駅下りホーム拡幅、上屋改築工事完成。
- 2001年（平成13年）4月6日：静岡県立三島南高校の移転に伴い、大場駅東口開設。
- 2005年（平成17年）3月31日：新駅舎竣工。

## 駅構造
単式ホーム・島式ホーム計2面3線を有する地上駅。東口駅舎は1番線ホームに、西口駅舎は2番線ホームに、それぞれ面しており、各ホームへ行くには構内踏切を使用する。
現在は早朝、夜間を除き1番線が修善寺行、2番線が三島行の発着となっている。 3番線は頭端式ホームのため、大場始発三島方面行き普通列車・三島発大場行きの最終電車・大場工場への入庫列車・出庫列車のみに使用されるが、日中の車両故障時に代替車輌への乗り継ぎに使用されることもある。大場工場でイベントの時はこのホームに1日中電車が留置されることもある。
西口、東口ともに自動改札機を設置している。駅窓口は西口にある。 以前は西側にしか改札がなく、東側の1番線（修善寺行の列車が発着）に降りた乗客は構内の踏切を使って西側ホームに渡らねばならなかったが、2001年に県立三島南高校が大場地区に移転したことに伴い、東側のホーム南寄りに東口が増設された。当初は朝のラッシュ時のみ使用されたが、2005年の駅舎改築時に東口にも自動改札、券売機が設けられ午前7時から午後9時まで利用できるようになった。 現在西口の自動券売機2台、また東口の自動券売機1台もがタッチパネル式に置き換えられた。2006年末より、発車ベルが、鎌田信号機製の電子音のものに変更された（3番線を除く）。発車ベルは踏切に連動しており駅員が発車ベルのボタンを押すと踏切が作動し一定のタイミングで発車ベルが一定の時間鳴る。駅の南の踏切から東口に通じる道路は、かつて駅東部に存在した森永製菓の専用線の跡地である。

### のりば
| 番線 | 路線   | 方向 | 行先       | 備考                  |
| ---- | ------ | ---- | ---------- | --------------------- |
| 1    | 駿豆線 | 下り | 修善寺方面 | ■特急「踊り子」も発着 |
| 2    | 駿豆線 | 上り | 三島方面   | ■特急「踊り子」も発着 |
| 3    | 駿豆線 | 上り | 三島方面   | 当駅始発              |

- 特急「踊り子」の停車駅のため、1番線と2番線のホーム有効長は5両、3番線のホーム有効長は3両である。

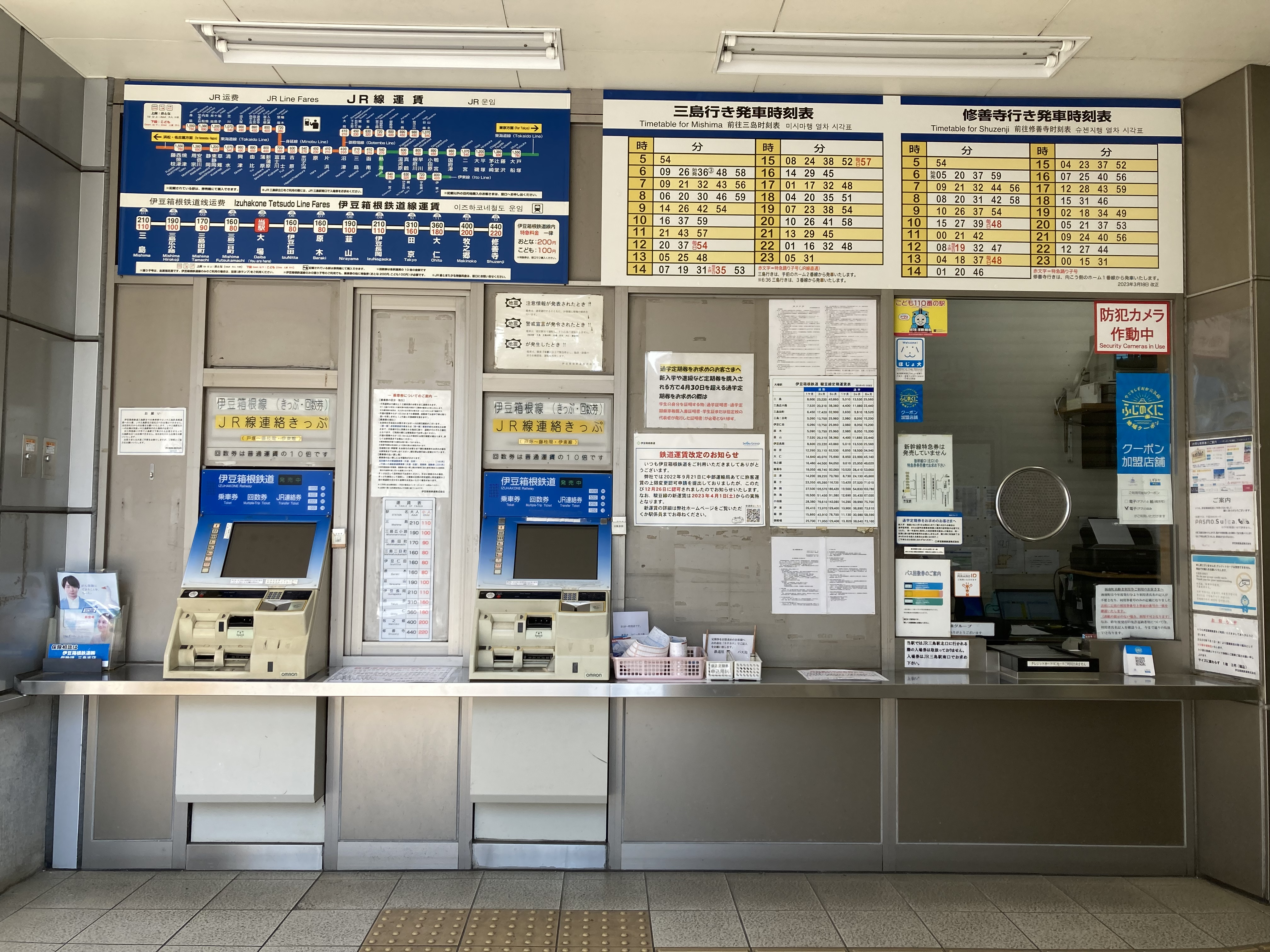
西口切符売場（2023年4月）
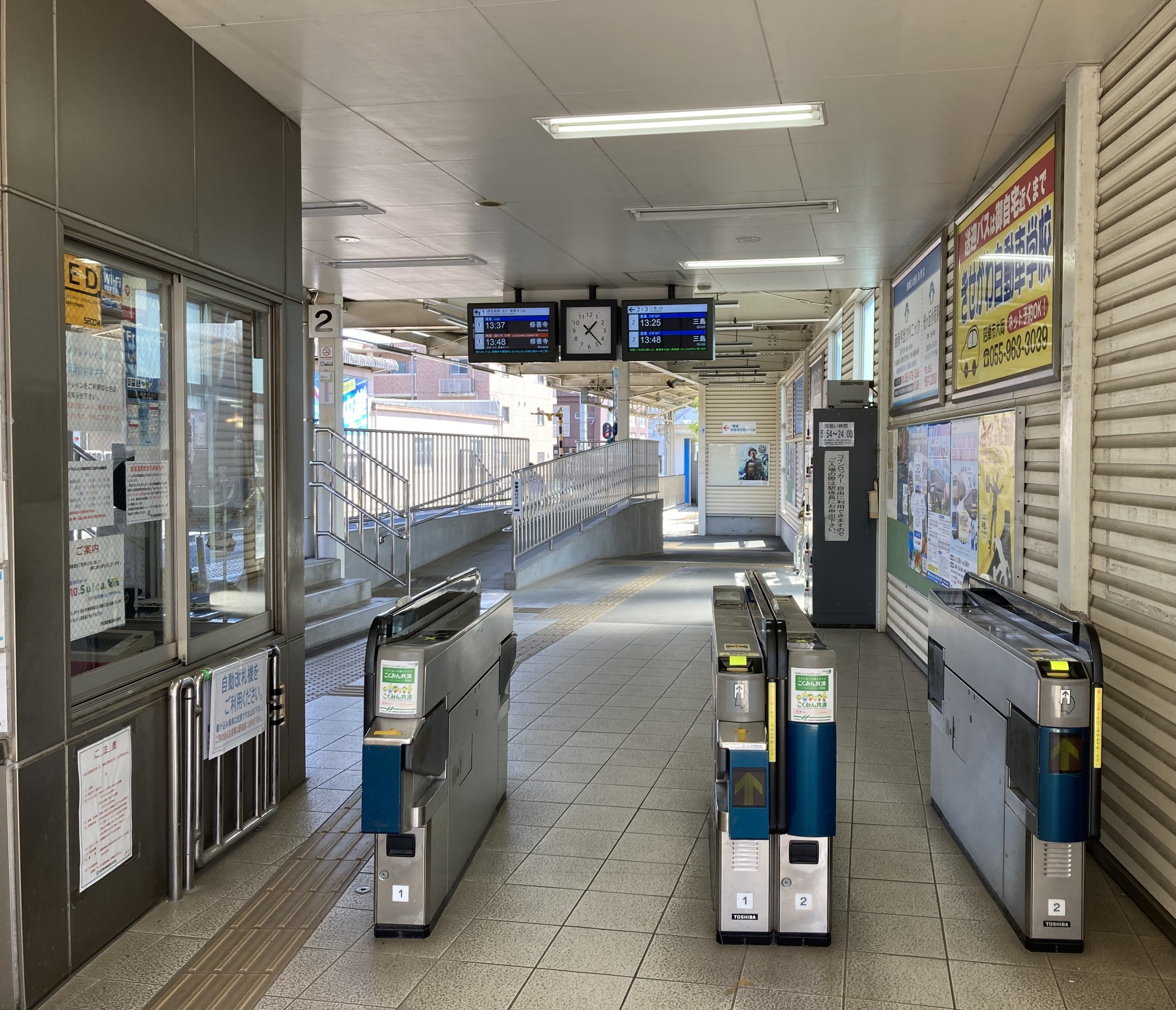
西口改札口（2023年4月）
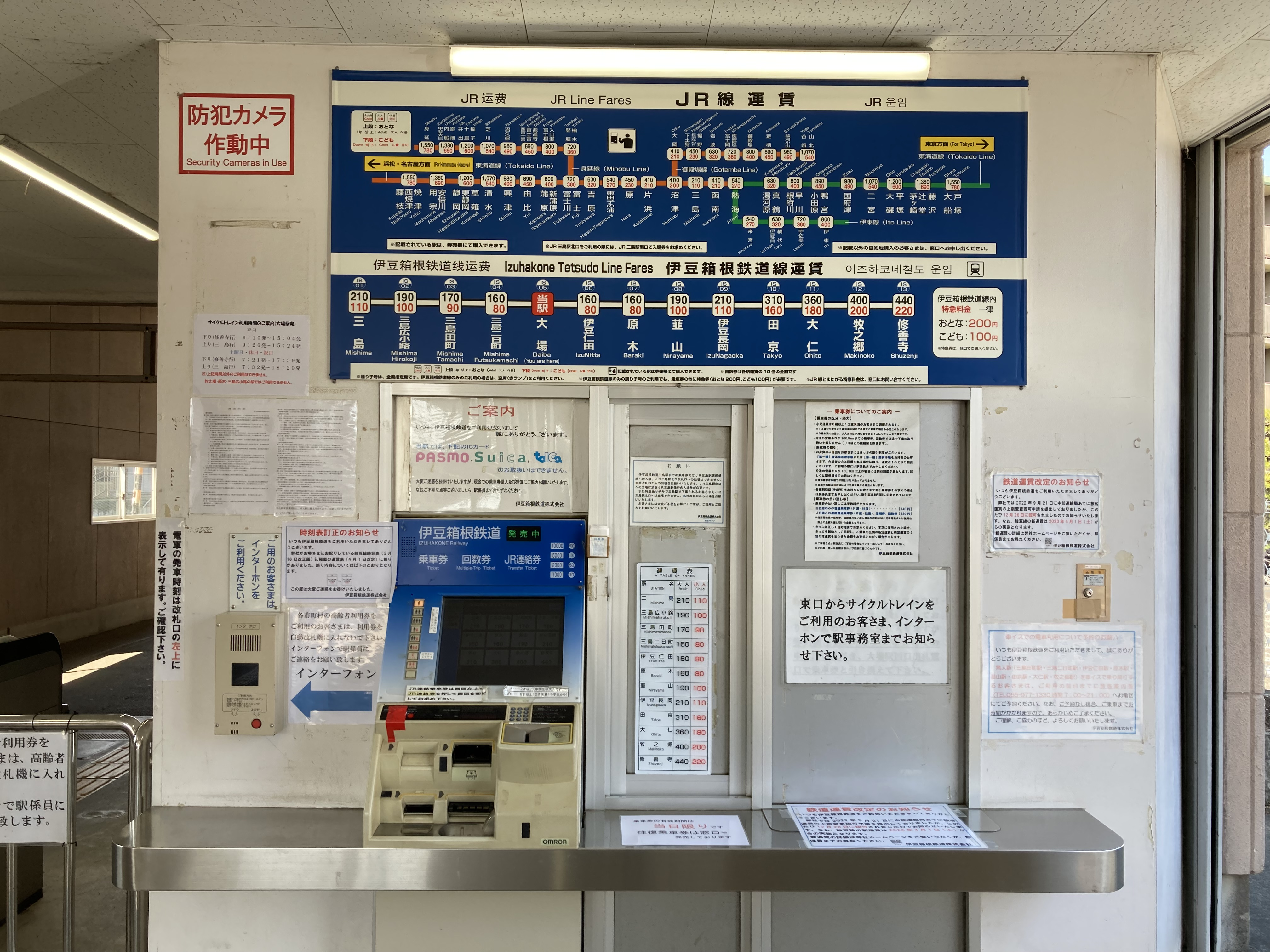
東口自動券売機（2023年4月）
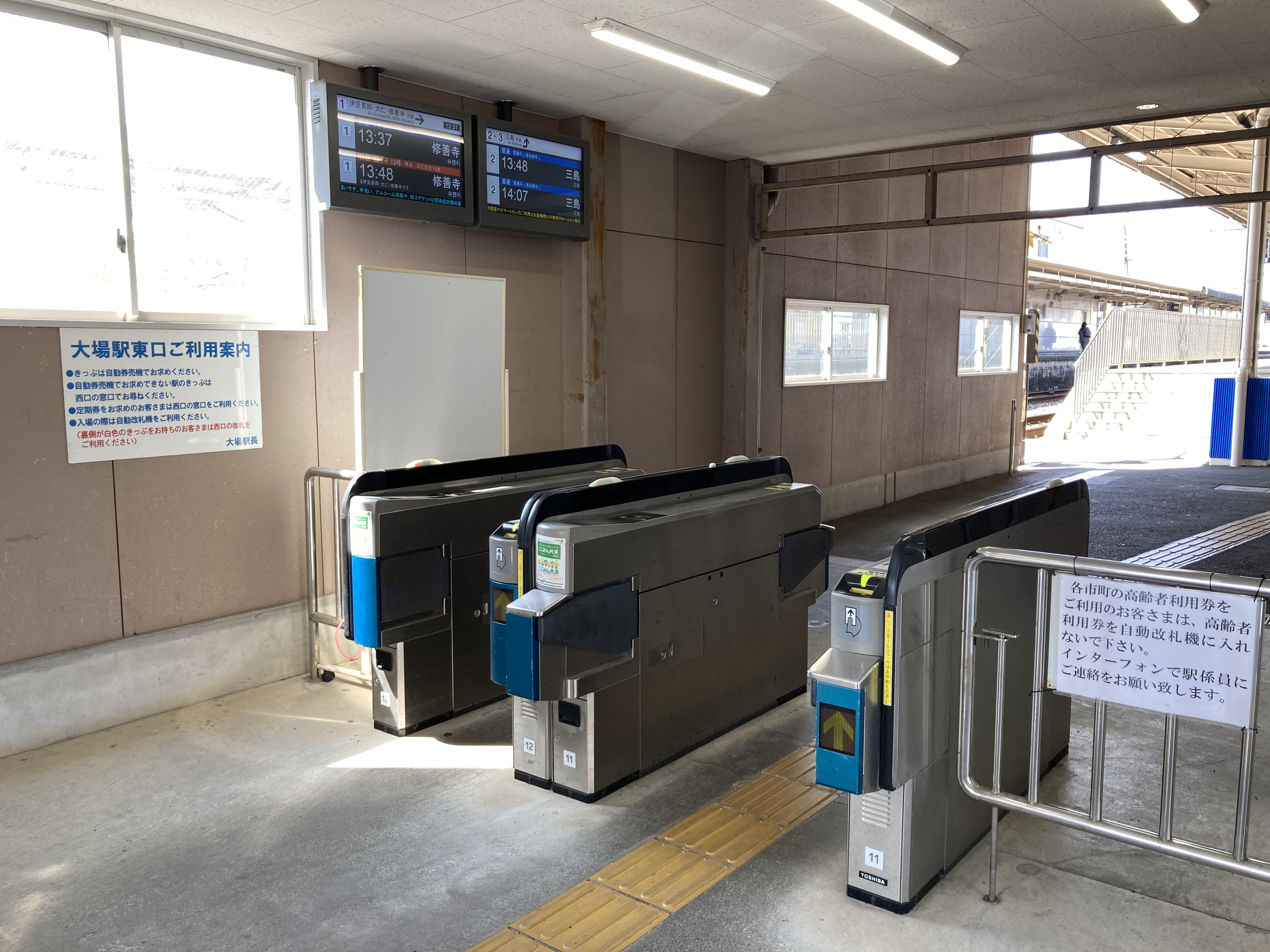
東口改札口（2023年4月）
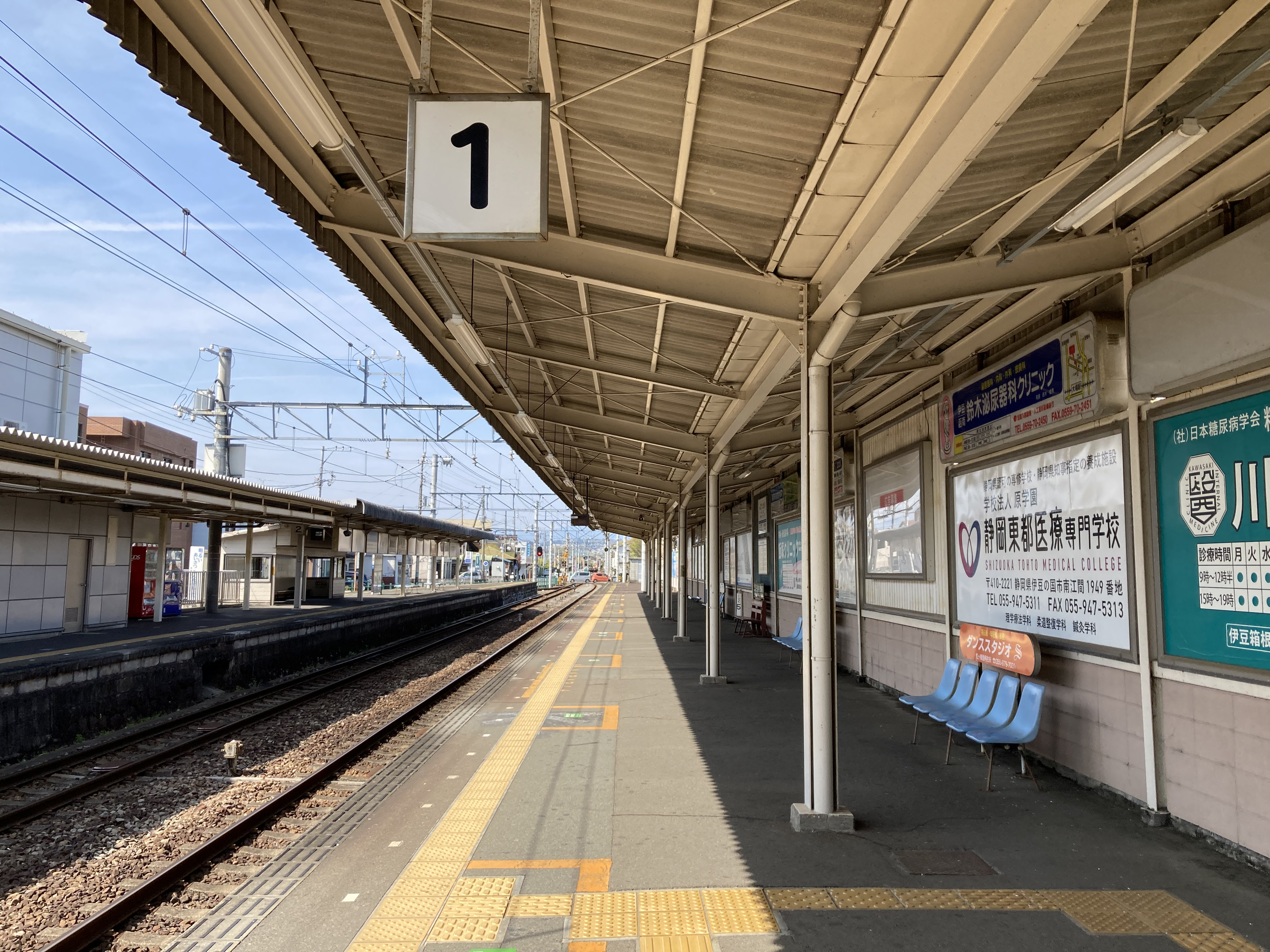
1番線ホーム（2023年4月）
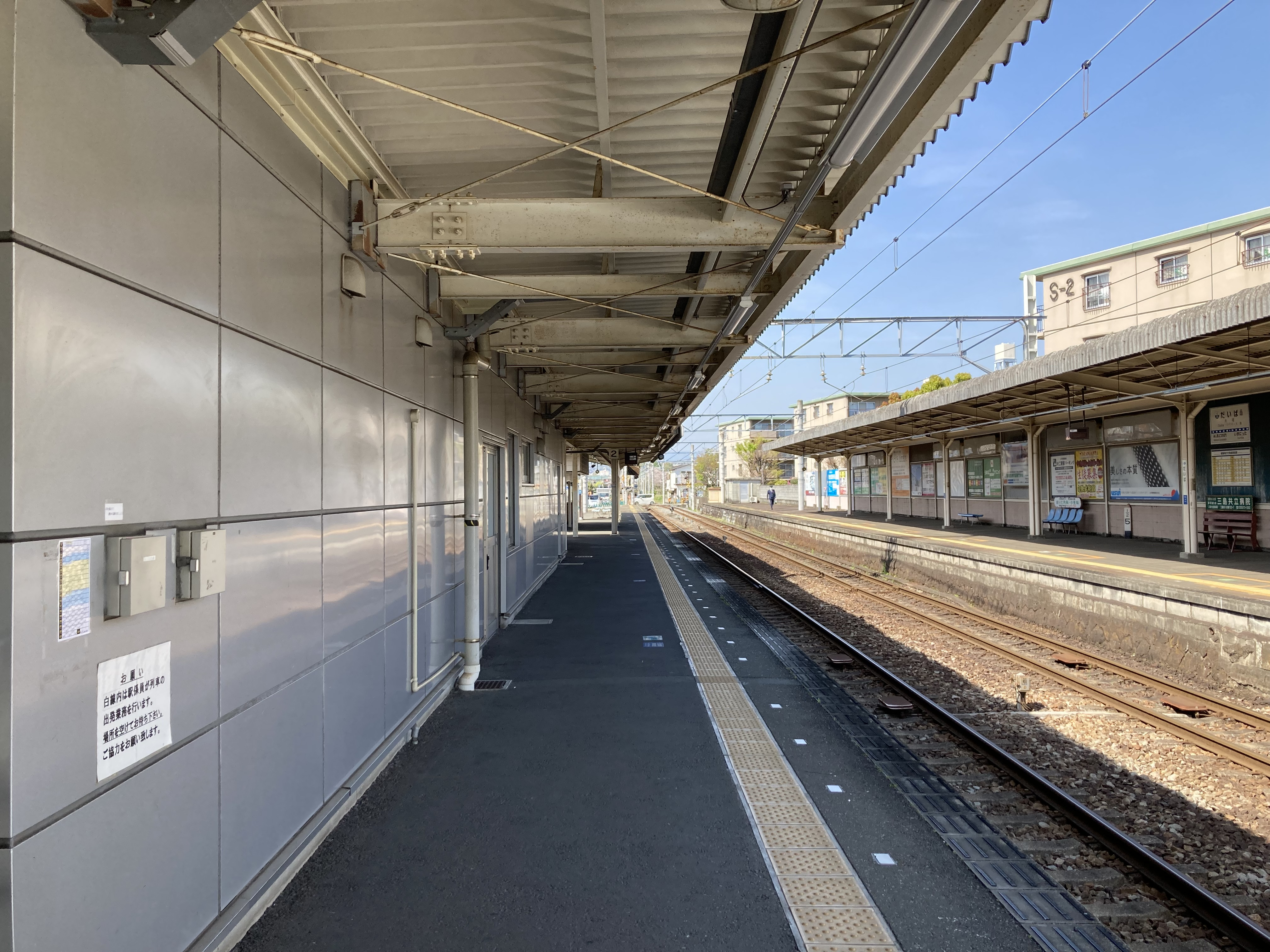
2番線ホーム（2023年4月）
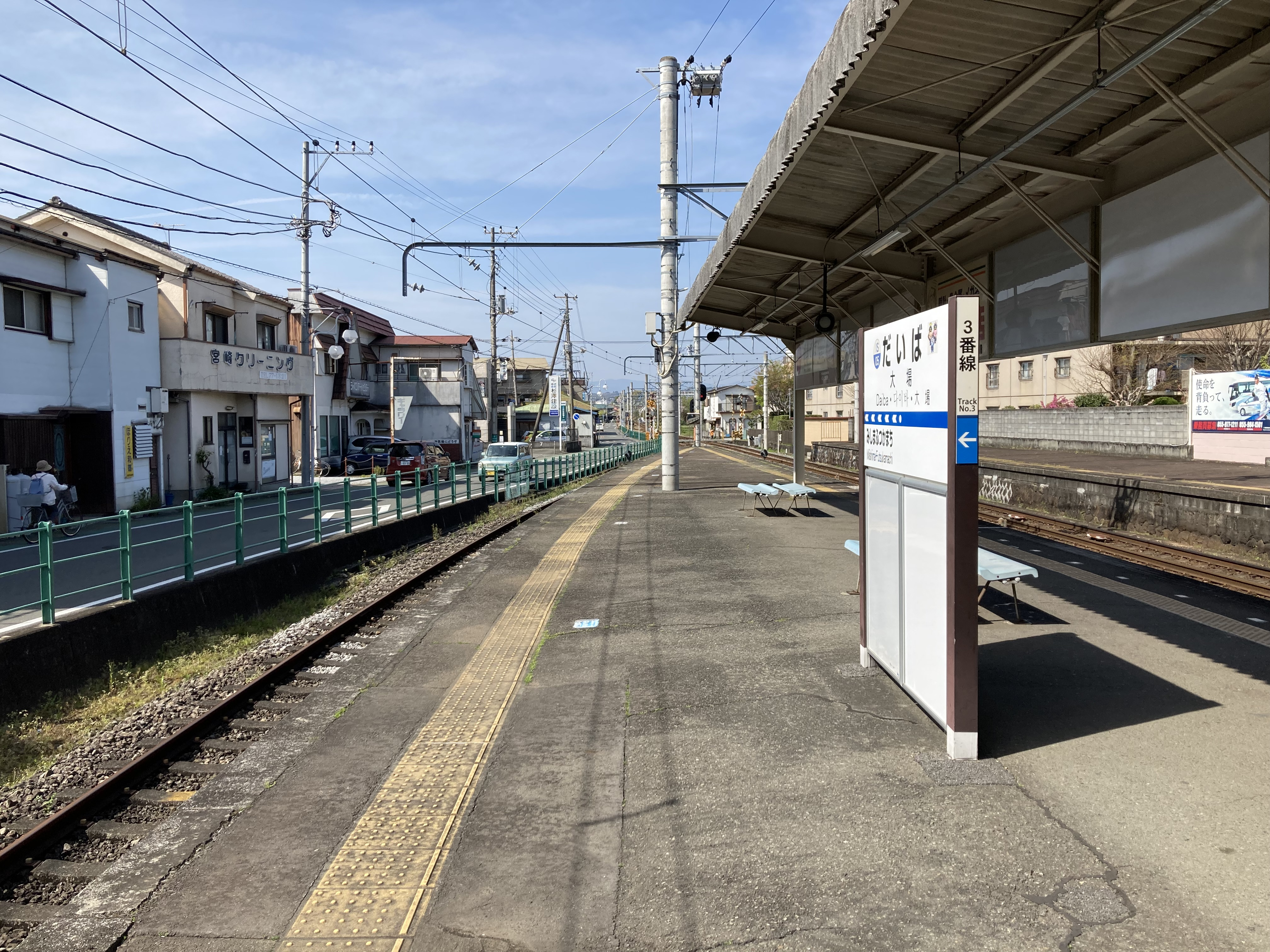
3番線ホーム（2023年4月）
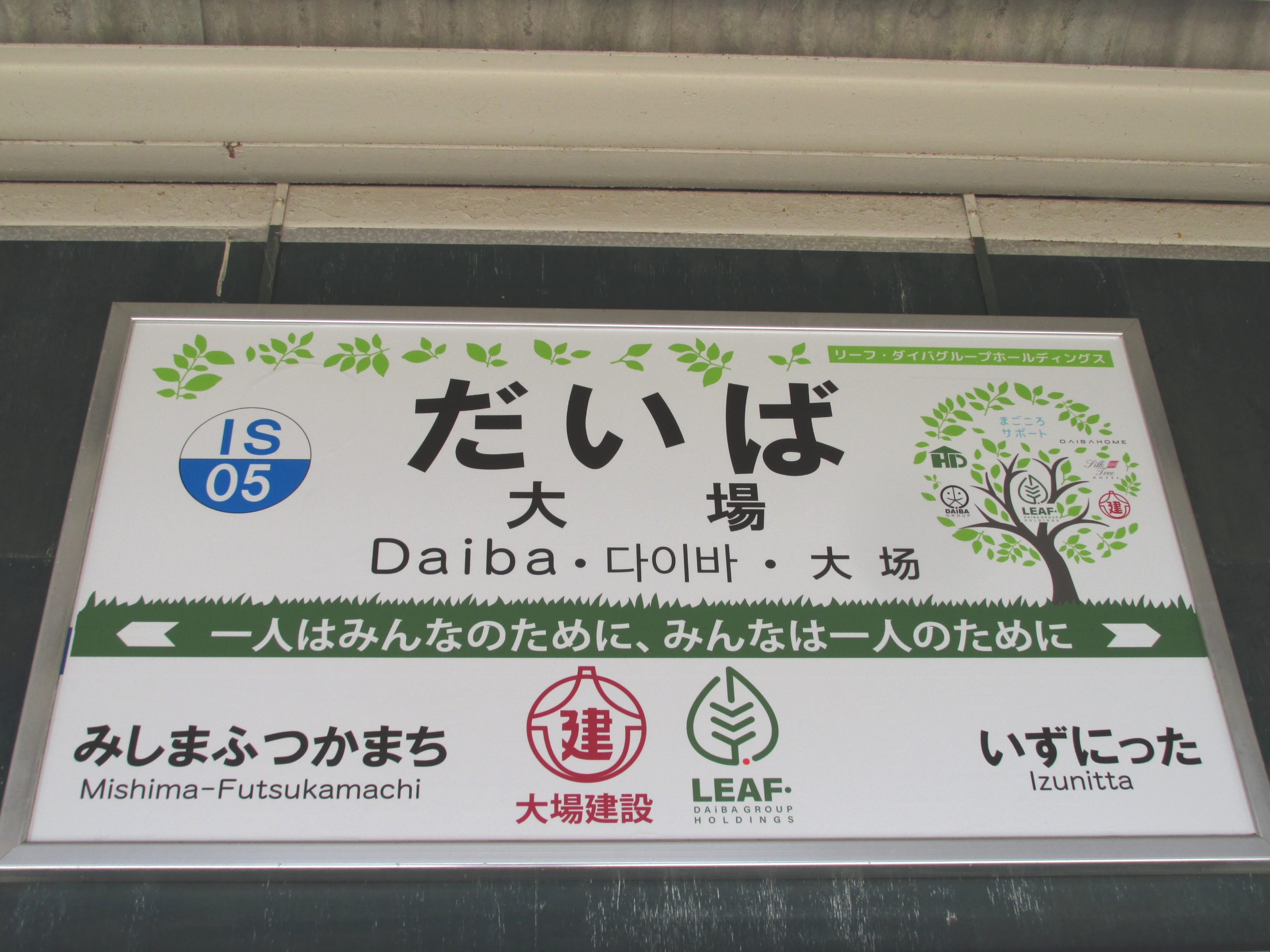
駅名標（2024年5月）

## 利用状況
- 2020年（令和2年）度の1日平均乗車人員は1,841人である。

近年の1日平均乗車人員の推移は以下の通りである。
| 年度               | 1日平均 乗車人員 | 出典     |
| ------------------ | ---------------- | -------- |
| 1993年（平成05年） | 3,779            | [ * 1 ]  |
| 1994年（平成06年） | 3,736            | [ * 2 ]  |
| 1995年（平成07年） | 3,697            | [ * 3 ]  |
| 1996年（平成08年） | 3,651            | [ * 4 ]  |
| 1997年（平成09年） | 3,422            | [ * 5 ]  |
| 1998年（平成10年） | 3,340            | [ * 6 ]  |
| 1999年（平成11年） | 3,162            | [ * 7 ]  |
| 2000年（平成12年） | 3,103            | [ * 8 ]  |
| 2001年（平成13年） | 3,291            | [ * 9 ]  |
| 2002年（平成14年） | 3,183            | [ * 10 ] |
| 2003年（平成15年） | 3,021            | [ * 11 ] |
| 2004年（平成16年） | 2,938            | [ * 12 ] |
| 2005年（平成17年） | 2,906            | [ * 13 ] |
| 2006年（平成18年） | 2,847            | [ * 14 ] |
| 2007年（平成19年） | 2,816            | [ * 15 ] |
| 2008年（平成20年） | 2,809            | [ * 16 ] |
| 2009年（平成21年） | 2,678            | [ * 17 ] |
| 2010年（平成22年） | 2,561            | [ * 18 ] |
| 2011年（平成23年） | 2,528            | [ * 19 ] |
| 2012年（平成24年） | 2,534            | [ * 20 ] |
| 2013年（平成25年） | 2,572            | [ * 21 ] |
| 2014年（平成26年） | 2,455            | [ * 22 ] |
| 2015年（平成27年） | 2,443            | [ * 23 ] |
| 2016年（平成28年） | 2,460            | [ * 24 ] |
| 2017年（平成29年） | 2,488            | [ * 25 ] |
| 2018年（平成30年） | 2,491            | [ * 26 ] |
| 2019年（令和元年） | 2,467            | [ * 27 ] |
| 2020年（令和02年） | 1,841            | [ * 28 ] |

## 駅周辺
駅付近は民家が多く商店が点在するが、駅東側には田園がある。大場川は駅から少し離れた西側を流れており、すぐ南で御殿川と合流する。駅のすぐ南にある踏切以南は函南町であり、伊豆箱根鉄道とその関連会社（伊豆箱根バス・伊豆箱根交通）の本社および営業所は三島市である駅北側、バイパス道路のインターチェンジと町役場および町営施設（文化センター・図書館など）は駅東側にある。
- 函南町役場
- 函南町文化センター（旧函南町中央公民館)
- かんなみ知恵の和館（函南町図書館等複合施設)
- 函南町体育館
- 三島警察署函南町交番
- 静岡県立三島南高等学校
- 三島市立中郷中学校
- 函南町立函南中学校
- 伊豆箱根鉄道 本社 - 伊豆箱根バスと伊豆箱根交通の本社を併設。両社の三島営業所と伊豆箱根鉄道の大場工場は近隣に所在。
- 三島大場郵便局
- 大場神社
- 伊豆縦貫自動車道大場・函南IC
- 静岡県道11号熱海函南線
- 静岡県道141号清水函南停車場線
- 大場川
- 御殿川
- 栄光川

## バス路線
| 運行事業者             | 路線           | 系統・行先                                                                               | 備考                   |
| 大場駅（西口）         | 大場駅（西口） | 大場駅（西口）                                                                           | 大場駅（西口）         |
| ---------------------- | -------------- | ---------------------------------------------------------------------------------------- | ---------------------- |
| 伊豆箱根バス           | 函南駅線       | 函21・函22：函南駅                                                                       | 毎日朝7時台1便のみ     |
| 三島市コミュニティバス |                | - 200円バス「なかざと号」：中郷循環 - 「花のまち号」：錦が丘分譲地・パサディナタウン方面 |                        |
| 大場駅前（東口）       |                |                                                                                          |                        |
| 伊豆箱根バス           | 畑毛温泉線     | 大01・大02・大03・函11：畑毛温泉                                                         | 「大01」は朝夕のみ運行 |
| 伊豆箱根バス           | 熱海大場線     | 熱15：熱海駅                                                                             | 毎日朝7時台2便のみ     |
| 伊豆箱根バス           | 函南駅線       | 函21：函南駅                                                                             |                        |
| 三島市コミュニティバス |                | 「花のまち号」：錦が丘分譲地・パサディナタウン方面                                       |                        |

## 隣の駅
※特急「踊り子」の隣の停車駅は列車記事を参照。
伊豆箱根鉄道
 駿豆線
三島二日町駅 (IS04) - 大場駅 (IS05) - 伊豆仁田駅 (IS06)

### 利用状況
静岡県統計年鑑
1. ↑  静岡県統計年鑑1993（平成5年） (PDF)
2. ↑  静岡県統計年鑑1994（平成6年） (PDF)
3. ↑  静岡県統計年鑑1995（平成7年） (PDF)
4. ↑  静岡県統計年鑑1996（平成8年） (PDF)
5. ↑  静岡県統計年鑑1997（平成9年） (PDF)
6. ↑  静岡県統計年鑑1998（平成10年） (PDF)
7. ↑  静岡県統計年鑑1999（平成11年） (PDF)
8. ↑  静岡県統計年鑑2000（平成12年） (PDF)
9. ↑  静岡県統計年鑑2001（平成13年） (PDF)
10. ↑  静岡県統計年鑑2002（平成14年） (PDF)
11. ↑  静岡県統計年鑑2003（平成15年） (PDF)
12. ↑  静岡県統計年鑑2004（平成16年） (PDF)
13. ↑  静岡県統計年鑑2005（平成17年） (PDF)
14. ↑  静岡県統計年鑑2006（平成18年） (PDF)
15. ↑  静岡県統計年鑑2007（平成19年） (PDF)
16. ↑  静岡県統計年鑑2008（平成20年） (PDF)
17. ↑  静岡県統計年鑑2009（平成21年） (PDF)
18. ↑  静岡県統計年鑑2010（平成22年） (PDF)
19. ↑  静岡県統計年鑑2011（平成23年） (PDF)
20. ↑  静岡県統計年鑑2012（平成24年） (PDF)
21. ↑  静岡県統計年鑑2013（平成25年） (PDF)
22. ↑  静岡県統計年鑑2014（平成26年） (PDF)
23. ↑  静岡県統計年鑑2015（平成27年） (PDF)
24. ↑  静岡県統計年鑑2016（平成28年） (PDF)
25. ↑  静岡県統計年鑑2017（平成29年） (PDF)
26. ↑  静岡県統計年鑑2018（平成30年） (PDF)
27. ↑  静岡県統計年鑑2019（令和元年） (PDF)
28. ↑  静岡県統計年鑑2020（令和2年） (PDF)